# 京福電気鉄道デナ500形電車

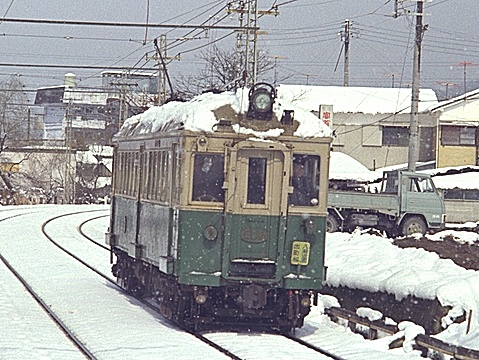
デナ500形電車

京福電気鉄道デナ500形電車（けいふくでんきてつどうデナ500がたでんしゃ）は、京福電気鉄道叡山線（現叡山電鉄）で1983年まで使用されていた通勤形電車。1964年に、阪神831形を譲り受けたもの。

## 概要

### 譲渡までの経緯
阪神831形として1928年に10両が田中車輌で、翌1929年には10両が川崎車輌でそれぞれ製造された（ちなみにデナ21形も同じ年の製造である）。正面は貫通路を備えた平面状3枚窓の形状。優等列車運用に充当され軌道線での乗降運用がなくなった為、客用扉はステップレスで当初よりドアエンジンを装備していた。自動進段制御でモータは4個であったが、電気ブレーキは装備していない。集電装置は当初ポールであったが後にパンタグラフに改められていた。
阪神での大型車の導入は当初普通用の各形式を中心に、性能的にも差のある「ジェットカー」と呼ばれる車両により行われていたが、普通用の置き換えが一段落した1963年から、優等用の各形式への大型車の大量投入により、これら小型車の置き換えが開始された。
一方叡山線では当時小型木造車デナ1形淘汰を控えており、また列車衝突事故の影響で車両不足の状態にあった。しかし乗客は減少傾向にあり、新車の導入などとても望めない状況であったことから、他の鉄道で廃車となった車両を譲り受け、あるいは部品調達で車体新造などが検討されていた。そのような状況の中で、車体も電装品も大改造の必要のないことに加え（軌間1435mm・電圧600Vと同じであり、ポール集電方式に復元可能。車体長さも従来の叡電とほぼ同じ）、無人駅の多い同線で便利な車体端に客用ドアのある同車を譲り受けることとなり、1964年に10両が入線している。

### 譲渡時の対応と直後の様子
まず839・848・834・838→501～504の4両が譲り受けられた。入線に際して集電装置はシングルポールに戻され、弱界磁を使用しないように制御回路が改造された他、張り出し型ステップの幅修正が行われている。当初は密着連結器のままで、車番や所属表記もペンキ書きであった。このグループは片押し式ブレーキの台車を装備している。
次の2両、837・841→505～506は勾配線を意識して台車は抱き合わせ式ブレーキに改造されたものを振り替えて入線している。
最後となった4両、842・847・849・843→507～510は同じ抱き合わせ式ブレーキながら、元々881形に使用されていた、U形イコライザーの台車に振り替えて入線している。また当初より叡電伝統の楕円形の車番表記と砲金製の社名表記が取付けられ、客用扉下のステップは箱形のものに改造されていた。先の6両も順次取付け・改造がされている。
505以降の6両は勾配線を意識して抱き合わせ式ブレーキとしたものの、電気ブレーキを装備していなかったことから、二軒茶屋駅より先の急勾配路線では営業運転されていない。連結運転時に貫通路が使用でき、放送装置も備えていたことから、車掌の1人乗務が可能で、全長14.3mと他の車両に比べて小ぶりでもあったことから連結運転されることが多かった。乗務員室が狭く専用扉もないことから、乗務員には不評であったが、客室との仕切は棒1本で取り外しもできたので、特に乗務に支障はなかったようである。一方でデナ21形と同様の窓上のRや両端と中央の3枚扉など従来の車両との類似点も多く、乗客には特に違和感なく受け入れられたようである。ただ警笛のみは他の車両と異なり最後まで、「ピー・ポー」という、国鉄機関車に似た余韻の少ない2音のものであった。

### その後の変遷
その後、放送装置を廃止してスピーカーは形状を残したまま塗りつぶし、1966年4月までに自動連結器への取替、1972年にMGを取り付け車内照明の交流化（それまでは直流蛍光灯）、1973年に集電ポール先端部をトロリーホイールからスライダーシューに変更、1975年からは一部運転台のHゴム化などが行われている。
しかし収容能力が小さく、運用制限があることなどから、走行機器をデオ600形に流用して置き換えられることとなり、1978年から改造が始まる。10月には改造のため運用を外れていた508・510を除く8両に集電装置のパンタグラフ化が実施された。デオ600形への改造が早急にはできないこともあり、前後して外板更新、一部車両の通常連結しない側の幌撤去、連結運転が増えたために502・504・506のMG撤去（501・503・505は単独使用可）が行われている。
1979年にデオ600形竣工で508・510が車籍上も廃車されたのに始まり、順次6両がデオ600形と置き換える形で、残り4両が余剰を理由に廃車が進み、1983年に残った505・506の廃車で形式消滅している。なおこの2両は元々は弓形イコライザーの抱き合わせ式ブレーキ台車を履いていたが、605・606製造時にシングルブレーキのものに取り替えられていた。